# VRT NWS
VRT NWS, anciennement VRT Nieuws (en français : VRT Informations, ou VRT Nouvelles) est la rédaction d'informations et d'actualités belge en néerlandais en Flandre sur les chaînes de télévision et de radio de la Vlaamse Radio- en Televisieomroeporganisatie (VRT). 
L'aire de diffusion de ses journaux télévisés s'étend sur la région flamande et Bruxelles, mais également en Région wallonne sur les réseaux numériques (VOO, Proximus TV,...). En radio, elle peut s'étendre sur les régions des Pays-Bas comme la Zélande, le Limbourg, le Brabant-Septentrional ; en Allemagne, dans la région d'Aix-la-Chapelle ainsi qu'aux deux départements français du Nord-Pas-de-Calais, de Boulogne-sur-Mer à Lille.

## Médias

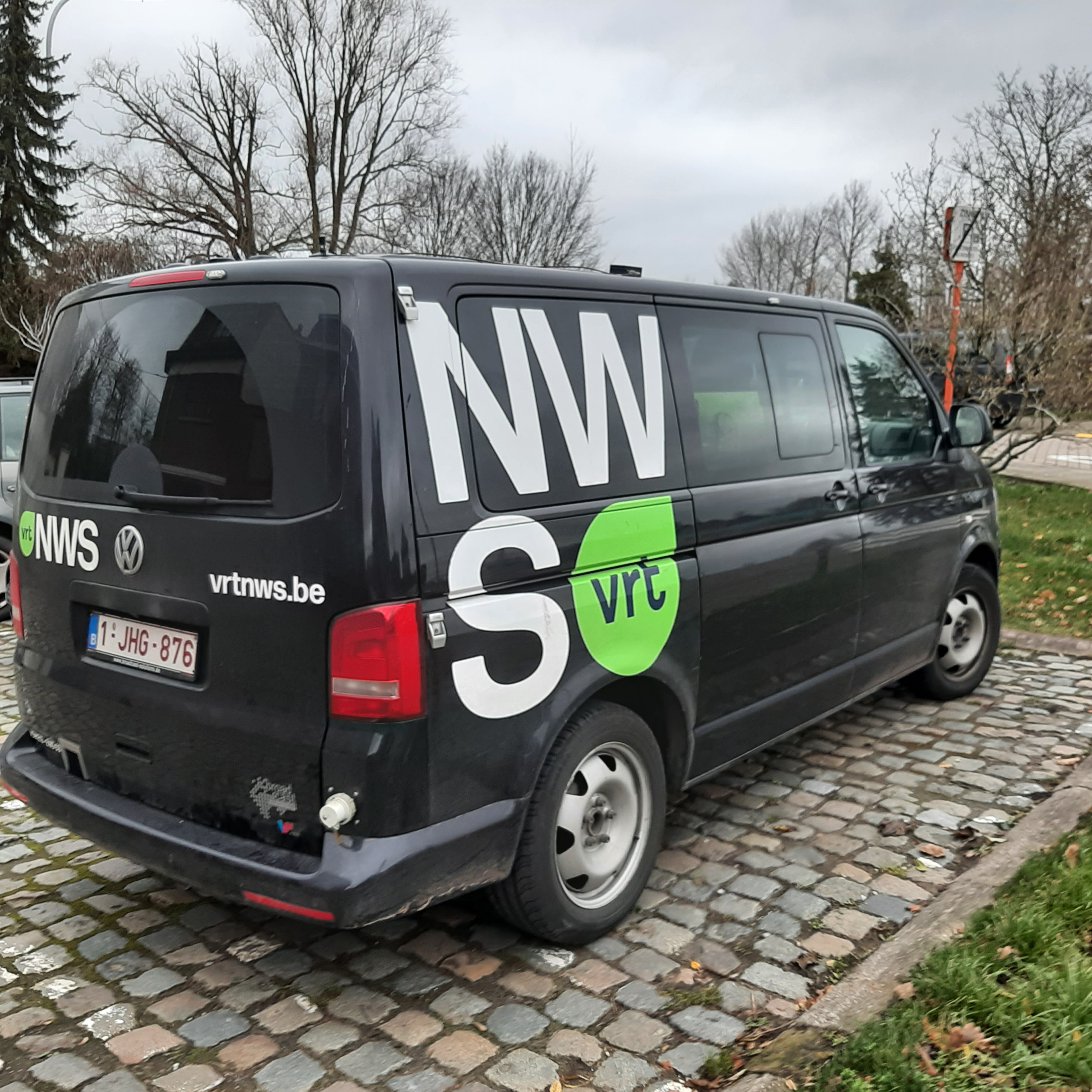
Camionnette de VRT NWS en 2016.

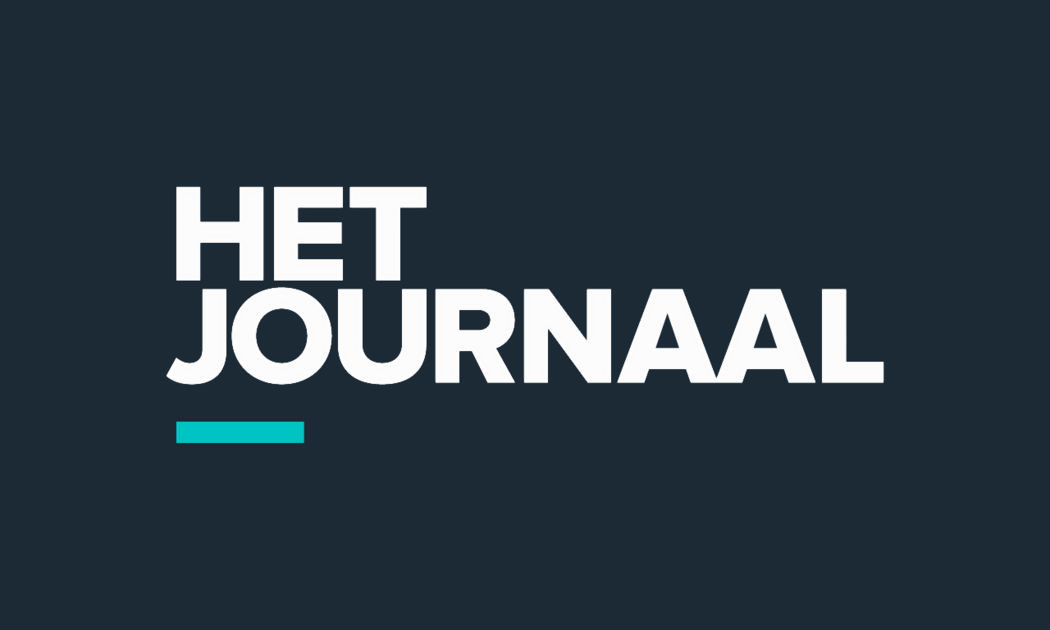
Logo du journal télévisé de la VRT Het Journaal depuis 2016

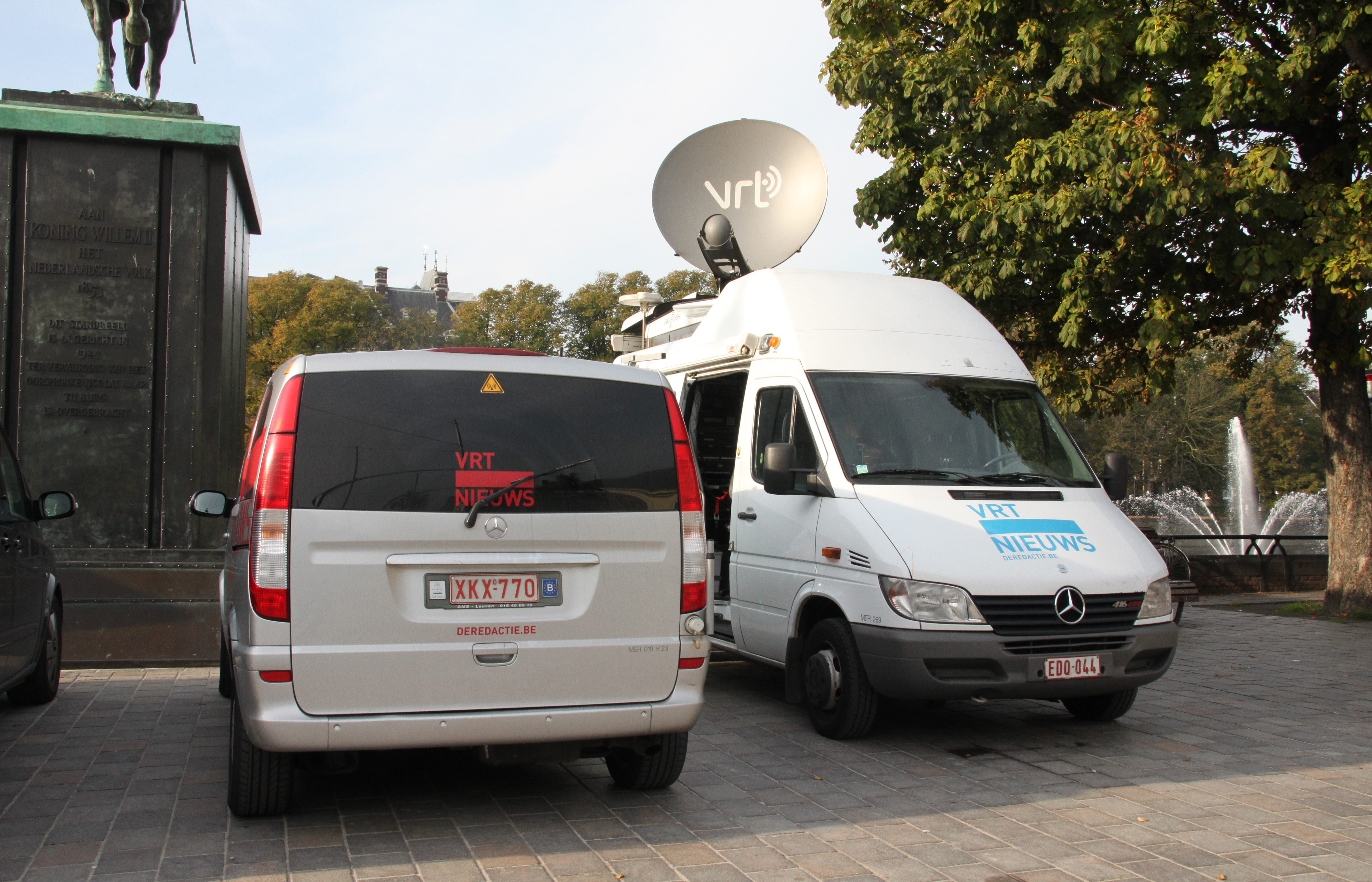
Camions de la VRT Nieuws à La Haye, aux Pays-Bas en 2010.

### Programmes télévisés

#### VRT 1
- Het Journaal (en) : le journal télévisé
- Het Weer : la météo
- De zevende dag : émission de débats politiques
- Villa politica : retransmission des séances plénière du Parlement fédéral et du Parlement flamand
- De vrije markt : émission d'information économique
- Pano : reportages

Anciennes émissions : Volt (2008 - 2015), Koppen (1999 - 2016).

#### Canvas
- Het Journaal : le journal télévisé
- Het Weer : la météo
- Terzake : émission d'information
- Vranckx : reportages présentés par Rudy Vranckx
- De afspraak : programmes d'actualité
- De afspraak op vrijdag : retour sur l'actualité politique de la semaine
- Keien van de Wetstraat : reportages politiques

Anciennes émissions : Morgen Beter (2005 - 2007), Phara (2008 - 2010), Reyers laat (2010 - 2015), Panorama (1953 - 2016)

#### Ketnet
- Karrewiet : journal télévisé destiné à la jeunesse

### Radio
Le service d'information pour les radios de la VRT, VRT Radionieuwsdienst (nl), assure les émissions d'information radio des stations Radio 1, Radio 2, Studio Brussel, MNM et Klara. Les derniers bulletins d'information diffusés sont présentés en boucle sur la station de radio numérique du même nom VRT NWS, anciennement Nieuws+.
En outre, VRT NWS produit également des programmes de radio pour Radio 1 tels que :
- De Ochtend (nl)
- De wereld vandaag

Ces programmes peuvent être écoutés sur la radio en Belgique à Bruxelles et Flandre à l'étranger on peut recevoir les radios dans le Nord en France, et au Brabant-Septentrional et Flandre zélandaise aux Pays-Bas.

### Site internet

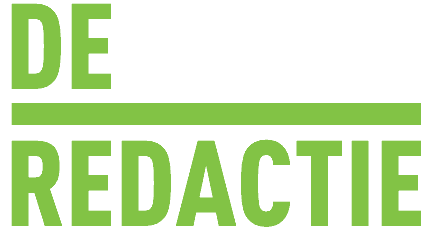
Logo du site De Redactie entre 2013 et 2017, devenu VRT NWS.

VRT NWS ou vrtnws.be, anciennement De Redactie (en français : « La Rédaction »), est le site internet néerlandais de la rédaction de la VRT, et concentre les actualités de la région flamande et du monde. 
VRT NWS propose aussi leurs actualités en autres langues sur d'autres sites dont l'anglais, le français et l'allemand.

#### Histoire
La première version du site d'information de la VRT s'appelait vrtnieuws.net. Ce site Web a été mis en ligne le 15 avril 2003.
Le 7 janvier 2008, le nom du site a été changé en deredactie.be, en même temps que les innovations majeures du journal télévisé Het Journaal. Le 4 mai 2009, le site Web a fait peau neuve. Le 9 février 2011, la conception du site Web a été complètement revue et la zone vidéo a subi quelques modifications. Un troisième changement visuel a suivi le 6 mars 2013.
Le 27 mars 2015, une application mobile du site Web a été lancée.
Le 22 août 2017, le site deredactie.be a été renommé vrtnws.be. Les sites en langue étrangère de De Redactie — en anglais flandersnews.be, en français, flandreinfo.be et en allemand flanderninfo.be — sont dès lors regroupés sous l'adresse vrtnws.be.

## Identité visuelle

### Logos

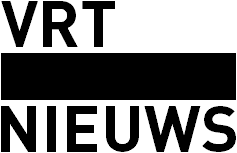
Logo de VRT Nieuws de 2008 au 25 mars 2013
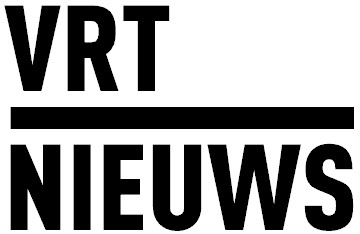
Logo de VRT Nieuws du 25 mars 2013 à août 2017
Logo de VRT NWS de août 2017 au 28 août 2022
Logo de VRT NWS depuis le 29 août 2022